# シン (北斗の拳)
シンは、漫画『北斗の拳』に登場する、架空の人物。

## 身体的特徴
身長183cm、体重98kg、バスト130cm、ウエスト92cm、ヒップ105cm、首周り43cm。背中まで達するブロンドのストレートヘアー（初期のカラーページ〈例：単行本第2巻表紙など〉では白髪もしくは銀髪である）と碧眼を持つ美男子だが、戦闘シーンでは極悪面に豹変する。
テレビアニメ版および劇場版の衣装の色は基本的に紫を基調としているが、ケンシロウとの再戦時には白を基調とした衣装となっている。格闘ゲーム『北斗の拳』では白を基調としたカラーリングだが、紫を基調としたカラーリングも存在する。

## 人物
南斗六聖拳の一人で、「愛に殉じる」宿命を背負う「殉星」の男。
故リュウケンからの戒めを破って「北斗」と争い、北斗神拳を伝承した直後のケンシロウを一蹴した実力の持ち主。ケンシロウの胸に刻まれた七つの傷は彼によるものである。
ケンシロウが許婚のユリアと共に旅立とうとする日に、ケンシロウに深手を負わせてユリアを連れ去り、彼女ひとりの愛を得んがために与えうる全てを与えようとした。そのために凶悪非道の暴力組織「KING」を統率して関東一円を支配、自らも「KING」と名乗る。略奪と殺戮の限りを尽くし、ユリアのためだけの街"サザンクロス"を築き上げたが、それでも彼女の心がケンシロウから離れないことを悟ると、復讐心と執念を身に着けたケンシロウと再戦する。それにより強くなったケンシロウに苦戦するがユリア（に見せかけた人形）を殺害することでケンシロウの力の源と見なしたユリアに対する執念を挫こうとしたものの、執念にも勝る怒りを感じたことでケンシロウに力を与える結果となり、力勝負に負け、北斗十字斬で秘孔を突かれて敗北。「俺はお前の拳法（北斗神拳）では死なん!!」と吐き捨て、自ら居城より身を投じ命を絶った。
シンのユリア強奪は、ジャギの口車に乗せられ、甘いケンシロウではユリアを守れないと唆されたためである。それまではケンシロウの良き友人であり、悪人ではなかった。KINGとなった後も、テレビアニメ版のサザンクロス編の終盤には、部下に無差別な略奪や女性への乱暴を禁止する、ユリアの脱走に協力した侍女・サキを罰せずに故郷に送り返すだけですませるといった様子も描かれた。ケンシロウも彼の死後に至って、「友であったシンを唆し悪事を犯させて苦しめた」張本人であるジャギに対しては激しい怒りを見せている。ユリアには嫌われていたが、シンは「殉星」の宿命から純粋にユリアへの愛のためだけに生きた。
権力の頂点に立ったシンであったが、拳王ことラオウの手がKINGの本拠地・サザンクロスにも及ぶと知ると、まともに闘っても勝ち目がないと判断し、ユリアを守るため南斗五車星の戦士たちに彼女を託して、ラオウが追わないように敢えてユリア殺しの悪名を被ってケンシロウとの再戦に臨んだ。ユリアの生存に関して何ら語ることなく、あえてケンシロウにも「ユリアは身を投げて死んだ」という虚偽を告げて、飛び降りて自害する。ケンシロウにとっては最初の強敵（とも）であった。最後にケンシロウは彼の遺体を自らの手で埋葬したが、悪人である彼にそこまでの施しをした訳をバットに問われ、「同じ女を愛した男だから」と答えた。

## 拳法・技に関して
シンの使う拳法には、1983年の原作連載初期からテレビアニメ版までも、作中において流派名は一切付けられておらず、ただ「南斗聖拳」あるいは「南斗聖拳（の使い手）シン」とだけ表記・呼称されていた。しかし、南斗六聖拳の登場により連載途中で「愛に殉じる宿命を背負う南斗六聖拳“殉星”の男」であることと、継承した流派名「南斗孤鷲拳」が、連載から3年後の1986年9月に刊行（原作では天帝編を連載中）された特別編集の解説書『北斗の拳 SPECIAL』で新たに設定された。
以後、関連書籍、『真救世主伝説』シリーズでも、「南斗孤鷲拳」の伝承者の位置づけが踏襲されているが、シンが自身の拳を「南斗孤鷲拳」と名乗ったのは、2005年の格闘ゲーム版が最初である。
主にシンは、「南斗獄屠拳」（アニメ・旧劇場版では南斗獄殺拳）、「南斗千首龍撃」など、切断より貫通をメインとする突き刺し型の奥義を使う。「外部から突き入れ破壊する」という南斗聖拳の定義が合致する正統派の拳法であり、「孤鷲拳」だけでなく南斗一〇八派の複数の流派も習得しており、その技のバリエーションから「南斗聖拳のシン」と呼ばれている（『北斗の拳 SPECIAL』コラムおよび『北斗無双』公式サイト）。アニメ版では、飛び蹴り系の技である「南斗飛燕斬」や、拳の連続打撃で敵を砕く「南斗飛竜拳」も披露している。
『北斗無双』ではそのスタイル故のリーチの短さを補うため、突きを飛ばす技や、闘気で形成した剣で攻撃する技なども使用する。
なお、原作ではシンには南斗聖拳の配下の者はいないが、アニメのKING軍には「南斗」を名乗る部下が多数登場する。しかしその多くは、自己の闘術、自分の使用する武器・武装・兵器などに「南斗」の名を冠しているだけである。火炎を吐く闘術、死者が蘇る呪術、ダイナマイト、鞭、双頭の旋回斧での攻撃、果ては刀剣を持った兵士を大砲で打ち出すものや列車砲の砲術指揮官などが「南斗」と名乗っているが、これらは拳法の類とは言いがたく、拳法家と呼べるのは、三身一体攻撃の体術に「南斗」を冠した「翔天拳」の副官・ジョーカーぐらいである。

## 劇場版・OVAでの活躍
劇場版『北斗の拳』
原作同様ケンシロウを自身の南斗聖拳で倒して彼の許婚のユリアを連れ去り、"サザンクロス"の街を拠点にユリアと暮らしていた。しかし、拳王軍の侵攻を受け、奪われたユリアを取り戻すために黒王号から降りたラオウに挑むも、胸の秘孔を突かれて敗北する。その後、やって来たケンシロウと対決するが、ケンシロウから拳を受けた直後、ラオウに突かれた秘孔が炸裂して倒れ込む。ケンシロウにラオウを追うように伝えると「お前の拳で殺されたかった、同じ女を愛した男だから」と言い残して事切れる。遺体にはユリアの花嫁衣裳がケンシロウの手で掛けられ、ケンシロウはラオウがいる街"カサンドラ"に向かう。
真救世主伝説 北斗の拳
OVA『ユリア伝』に登場するが、ケンシロウがシンにリベンジする場面は割愛されている。原作同様ジャギにそそのかされ、ケンシロウと旅立とうとするユリアを奪うために、伝承した南斗孤鷲拳でケンシロウを半死半生にする。シンは暴力と略奪を繰り返し、ユリアのためだけの街"サザンクロス"を築き上げ、ユリアの歓心を買おうとするが、民衆が自分のために苦しむのを見かねたユリアは、居城から身を投げる。ユリアは南斗正統血統である彼女を守護する南斗五車星に救われ、シンは愛するユリアを五車星に託し、ユリア殺しの悪名を被る。その直後、シンの軍閥は拳王軍に攻められ壊滅、シンはラオウの軍門に下ったが、ラオウはユリアを自殺させたシンを不問に付し、シンとケンシロウとのことは当人たちで決着をつけさせることにした。

## キャスト
声優
- 古川登志夫（テレビアニメ、86年劇場版、実写映画版吹き替え、PS版ゲーム、格闘ゲーム）
- 桐本琢也（『真救世主伝説 北斗の拳』シリーズ、『LEGENDS ReVIVE』、『Fit Boxing 北斗の拳 〜お前はもう痩せている〜』）
- 杉田智和（北斗無双）
- 置鮎龍太郎（DD北斗の拳）
- 森川智之（北斗の拳 イチゴ味）
- 中谷一博（北斗が如く）

俳優
- コスタス・マンディロア（実写映画版）
- 植原卓也（ミュージカル版）

## その他
- 元々シンは『北斗の拳』が短期で連載終了となった時のために、物語を締めくくるべく用意されたキャラクターであった。そのため「北斗神拳と対を成す南斗聖拳の伝承者」、「ケンシロウに七つの傷を刻みユリアを連れ去った張本人」、「関東一円を支配する組織のボス」など、物語の掉尾を飾る大敵として使える様な重要な設定が幾つもなされていた。
しかし『北斗の拳』が人気作となり連載が続いたため、シン以上の強敵かつ重要な設定を持ったキャラクターが後に登場することになり、彼らとシンを絡める物語が数多く描かれることになった。
- 「シン」の名前の由来は特に意味はなく、原作者によってインスピレーションで名付けられた。元々『北斗の拳』に登場する他のキャラクターの名前は、そのキャラクターの特徴である意味をもたせた名前に名付けられたキャラクターが多いが、シンは初期の登場キャラクターだったので本当にインスピレーションであるとのこと[5]。
- シンがケンシロウとの決戦時に用意したユリアの人形はケンシロウが触れるまでユリア本人と見分けを付けられなかったほどに精巧な出来の上、胸に拳を突き入れると目と口が見開いて倒れながら目が閉じるという、手の込んだギミックまで内蔵されている。そのリアルさゆえにケンシロウも最初は人形だと気付かなかった（アニメ版においてはユリアそっくりの巨像も作らせ、いずれ黄金で装飾すると語っており、ユリアの人形を精巧につくった技術者がいた伏線になっている）。
- 2008年に公開された『真救世主伝説 北斗の拳ZERO ケンシロウ伝』では「南斗孤鷲拳」の師匠フウゲンと、シンと伝承者の座を争った門弟ジュガイが登場している。ジュガイは家族を殺され暴君と化したため、シンが伝承者となったが、シンは「南斗孤鷲拳」伝承後、フウゲンの足の筋を断ち、再起不能に追い遣った。結局そのシンも自らの欲望に走り、フウゲンは弟子の人選を誤った苦悩をケンシロウに明かしている。
- ゲーム『真・北斗無双』の幻闘編では核戦争前の段階から、ユリアを巡ってケンシロウに対しライバル心を抱いていたことが描かれている。そして核戦争後に南斗六聖拳がユダとサウザーの「覇権派」とレイとシュウの「和平派」に分裂した当初はレイの要請を受けて和平派に加勢するも時代の変化とサウザーの執念の強さに触れたことで和平派とも袂を分かち、どちらにも属さぬ中立の立場となる。その後ジャギとアミバからケンシロウからユリアを奪うようけしかけられた際には「黙れ！黙れ！黙れ！」と叫んだ末戦うが、結局は原作同様に悪へと堕ち、ケンシロウを倒して胸に七つの傷を付け、ユリアを奪った。そしてKINGを名乗ってユリアのために略奪を行うが、この名乗りの理由についてシンはユリアに「お前を女王、QUEENにするためだ」と語り、スペードやハートを「女王のための強力な兵隊」として取り込むが、結局はサザンクロスの完成後にユリアの飛び降り自殺を招いてしまう。ユリアはリハクたち南斗五車星に救われるも、彼女をラオウから守るためあえて五車星に預ける。そして一同が去ってからわずか数時間後、時間を稼ぐべくサザンクロスへ乗り込んできた拳王軍を率いるラオウにユリア殺しの悪行を騙りながら戦いを挑む。この時ラオウから「なぜユリアを殺した？」と問われた際には「殺せば誰の手にも渡らぬ」と、後のラオウと同質の発言をしている。結局、ラオウの肉体はシンの拳をもってしても砕けなかったが、ラオウは「俺が手を下すよりも、いずれケンシロウがうぬを殺しに来るだろう」と言い残し、去っていった。
- 『北斗の拳』の連載35周年を記念して行われた人気投票「北斗の拳 国民総選挙」での結果は第8位。

## 挿話
- 初期のコンシューマー機版テレビゲームでは、ケンシロウ対シン戦でケンシロウがフィニッシュに使用する奥義は原作と異なる。セガ・マークIII版では北斗百裂拳、ファミリーコンピュータ版では北斗千手壊拳であった。
- 格闘ゲームでは、ジャギとの対戦前に原作でジャギがシンを唆すやり取りがあるが、原作とは逆に「その程度で俺の心が動くと思っているのか!!」と一喝してジャギを拒絶する。